# Talpa
Talpa Linnaeus, 1758 è un genere di mammiferi soricomorfi della famiglia dei Talpidi, a diffusione eurasiatica.

## Distribuzione
Ne fanno parte sia specie molto comuni, come la talpa europea diffusa in quasi tutta l'Europa e la Russia, sia specie con areale molto ristretto, come la talpa di Padre David (Talpa davidiana) che è criticamente minacciata di estinzione.

## Biologia
Queste talpe si nutrono di vermi, insetti e di altri invertebrati trovati nel suolo e delle radici delle piante dell'orto in cui si insediano. 
Le femmine appartenenti a questo genere presentano rudimentali caratteristiche maschili, come ghiandole di Cowper e una prostata bilobata. Un gruppo di scienziati ha suggerito che questi animali siano dei veri ermafroditi, tuttavia altri ritengono che si tratti di esemplari femminili a tutti gli effetti.

## Tassonomia
- Genere Talpa
  - Talpa altaica - talpa degli Altai
  - Talpa caeca - talpa cieca
  - Talpa caucasica - talpa caucasica
  - Talpa europaea - talpa europea
  - Talpa davidiana - talpa di Padre David
  - Talpa levantis - talpa del Levante
  - Talpa occidentalis - talpa spagnola
  - Talpa romana - talpa romana
  - Talpa stankovici - talpa dei Balcani